# جوردن أوينز (لاعب كرة قدم)
جوردن أوينز (1 مايو 1986 بتورونتو في كندا - ) هو لاعب هوكي الجليد ولاعب كرة قدم كندي في مركز جناح ‏. لعب مع Wipptal Broncos ‏.

## وصلات خارجية
- جوردن أوينز على موقع دوري الهوكي الوطني (الإنجليزية)
- جوردن أوينز على موقع EliteProspects.com (الإنجليزية)
- جوردن أوينز على موقع HockeyDB.com (الإنجليزية)